# ぬいぐるみ
ぬいぐるみ（縫い包み）とは、

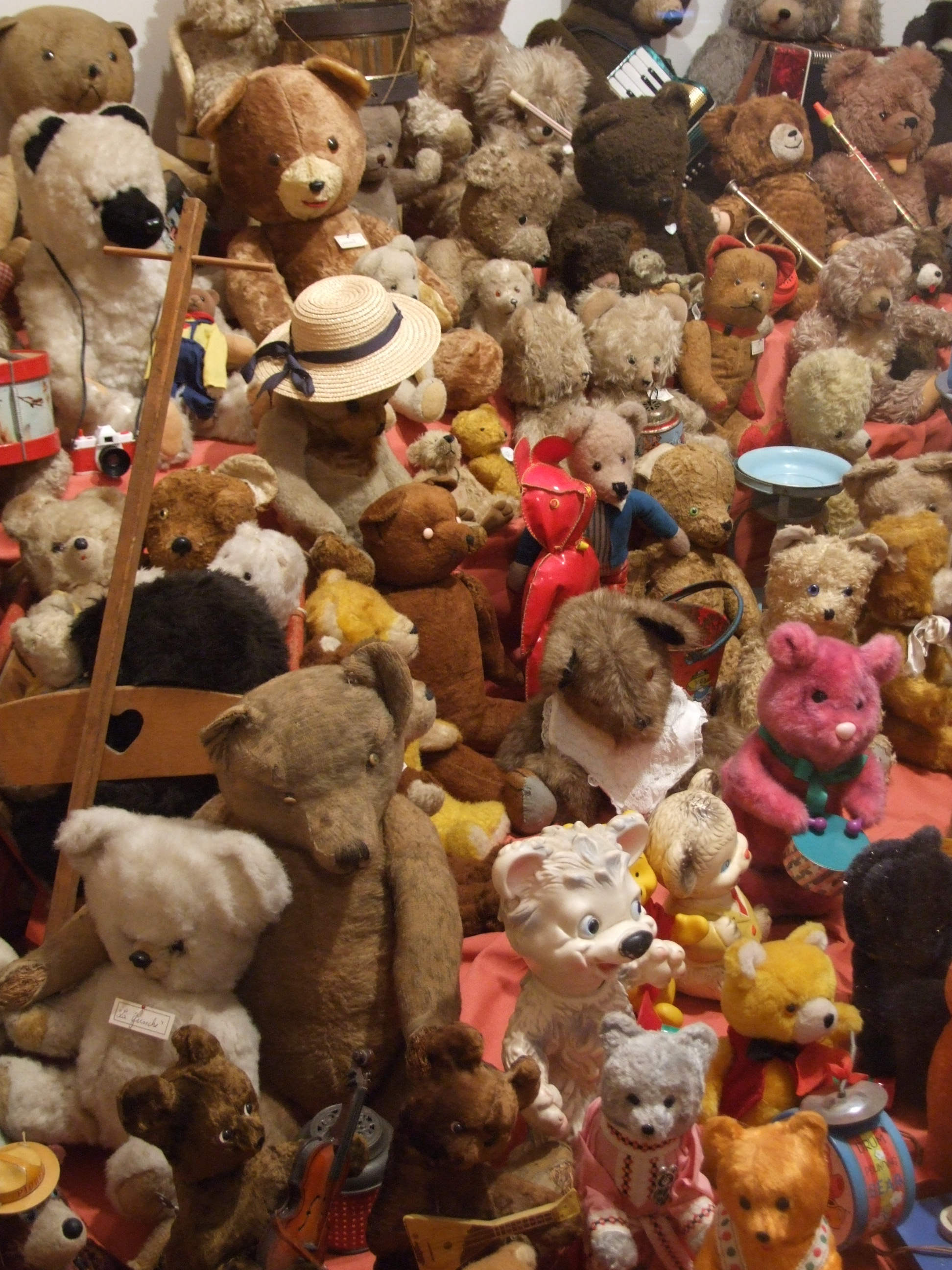
たくさんのぬいぐるみ

1. 型紙に合わせて裁断された布を縫合し、綿やプラスチック片、蕎麦殻などを内部に詰め、動物やある特定のキャラクター等に似せて成型したもの。
2. 演劇などで人間が動物や特定のキャラクター等に扮するときに用いる、人間の全身を覆う衣装のこと。近年（1990年代以降）では、1と区別するため「着ぐるみ」と呼ぶことも多い[1]。
  1. 歌舞伎やその他の演劇において、動物などの形に作った衣装。
  2. 各種催事イベントなどにおける、布やボア、プラスチック素材などで表面を形成した、人間が中に入るマスコット、衣装。
  3. 東宝の『ゴジラシリーズ』などに代表される、おもに「特撮映画」に登場する、特殊ゴム素材などを用いた、演技者が中に入る形式の怪獣やロボット、宇宙人などの異生物の造形品の、現場における用語

## 愛玩物としてのぬいぐるみ

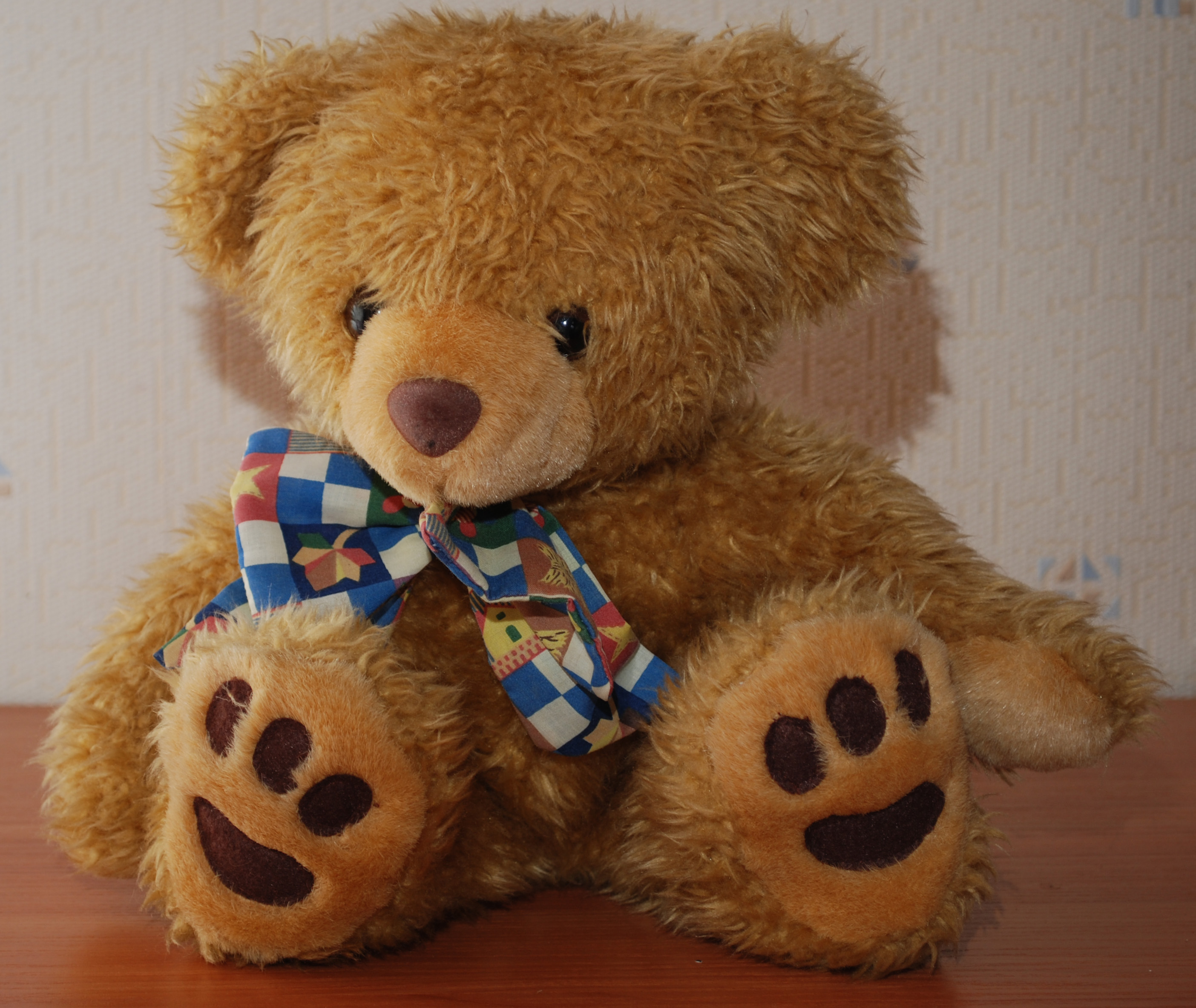
テディベアのぬいぐるみ

販売物としての最初の『ぬいぐるみ』は、一説にはテディベアで有名なドイツ・マルガレーテ・シュタイフが1880年に発売したものが一番初めのものと言われている。
癒し効果があり、愛嬌のあるぬいぐるみは、老若男女問わず人気があり、UFOキャッチャーやくじ引きなどの様々な景品としても利用されている。
“大きいものから小さいもの”までいろいろな形やサイズがあり、全身で抱きつくことが可能なサイズのぬいぐるみを、特に抱きぐるみと呼ぶことがある。
ぬいぐるみは手触りの良いぬいぐるみや、寝ているもの、お座りしているものなど様々である。
可愛らしい姿を左右してゆく劣化が問題で、素材によっては洗えるものとそうではないものがある。洗えないものでもオゾンで洗うタイプの洗濯機で除菌や消臭が可能とされている。ぬいぐるみ専門のクリーニング業者が存在し、清掃を依頼することも可能である。素材そのものは手触りや質感を大きく左右するので、様々なものが使用されている。毛並みを再現するために、天然素材のモヘヤ、アルパカを使った本物指向や、フェイクファーやアクリルボアなど化学繊維を使用したものがある。また、タオルのような質感のパイル生地を使用したものなどがある。
有名なぬいぐるみファンとしては、SF作家の新井素子、作家で政治家でもある田中康夫、将棋棋士の渡辺明（永世竜王・永世棋王）落語家で僧侶の露の団姫.太神楽曲芸師の豊来家大治朗夫妻など。

## 歌舞伎におけるぬいぐるみ
歌舞伎用語としての「ぬいぐるみ」とは、動きのある動物などを登場させる際に俳優が着る、動物の形を縫った拵えもののことである。形態としては以下のようなものがある。
- 頭の拵えものをかぶってぬいぐるみを全身に着るもの - 『伽羅先代萩』床下の場の鼠、『天竺徳兵衛韓噺』の大蝦蟇など。
- 首から下だけにぬいぐるみを着込むもの - 『靱猿』の猿など。
- 首・胴体などのついた張物をかぶり、中に入る俳優の足に股引をはかせ、四肢または下肢とするもの。馬、『仮名手本忠臣蔵』五段目の猪など[4]。

## 特撮映画界におけるぬいぐるみ

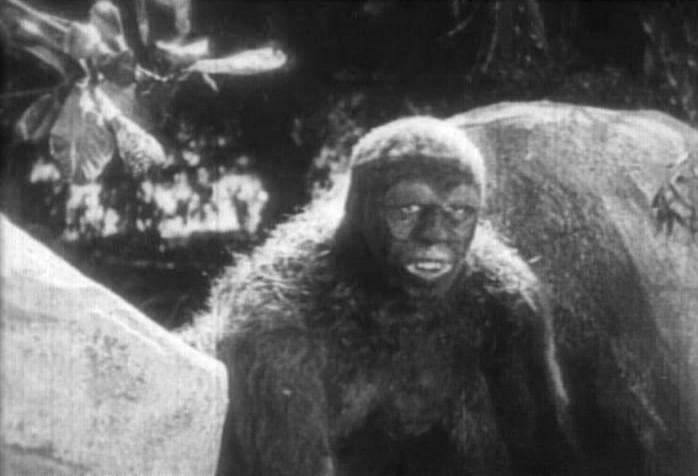
アメリカ映画『ロスト・ワールド』に登場する、猿人のぬいぐるみ（1925年）

映画界においては、ぬいぐるみは日本・海外ともに戦前からSF・特撮題材の映画で使用される全身を覆う衣装小道具として見られているが、「怪獣」という題材での本格的なぬいぐるみ使用は、日本では東宝が1954年（昭和29年）に制作公開した『ゴジラ』が元祖とされている。
日本初の巨大怪獣を映像化するにあたり、円谷英二特撮監督は、撮影日数を考慮して、海外で主流であった人形アニメの手法をあきらめ、人間が中に入って演技を行う「縫いぐるみ」の手法を選んだ。ぬいぐるみを被って演技する役者は「ぬいぐるみ役者」と呼ばれる。
記念すべき初の「縫いぐるみ怪獣役者」は中島春雄と手塚勝巳の両人である。内部演技者の視界は極端に制限され、火薬などを使う現場では危険も多く、また殺陣の心得も要求される特殊なものであり、高度な演技力が要求される。中島春雄は「怪獣演技者」として「ミスター・ゴジラ」と呼ばれるほど海外でもその名が知られている。
こういった異生物の造形素材は様々な手法で作られるが、『ゴジラ』などの怪獣の場合、特殊ゴムであるラテックスで表皮を作り、番線の鉄骨で補強し、内側にスポンジを張ったものが多い。この怪獣のパーツは制作進行に合わせて「縫い合わされ、成形されていく」ものであり、たいていの場合は背中にファスナーで開閉する出入り口が設けられている。
よく知られた日本の技術者としては、ゴジラ以前からの先駆者である大橋史典、一作目『ゴジラ』から連綿と東宝の怪獣を手掛けた利光貞三らの「特殊美術部」をはじめとして、高山良策や開米栄三（開米プロダクション）、エキスプロダクションなどが草分けとして知られている。
この映画の「ぬいぐるみ」は、現在においても映画やさまざまなメディアにおいての一表現手法として現役であり続けている。ハリウッドなどでは、一般に「スーツ」と呼ばれている。近年、日本ではこの縫いぐるみ役者を「スーツアクター」と呼ぶことが多い。
「ぬいぐるみ」の呼称は映画の現場用語であり、「スーツ」は演技者が使う用語である。近年、一般的な場では「着ぐるみ」と言い換えて呼称される場合が多いが、造形家である品田冬樹は、この怪獣の「ぬいぐるみ」の「着ぐるみ」呼称への言い換えについて「間違いであり、本来の映画現場用語としてはぬいぐるみが正しい」と述べている。